# محمود بن محمد سفر السفياني
محمود بن محمد بن سفر السفياني (ولد في مكة المكرمة 27 أكتوبر 1940 - توفي 24 ديسمبر 2022) وزير الحج السعودي من سنة 1414هـ إلى سنة 1420هـ. وعمل عضواً للهيئة الاستشارية للمجلس الأعلى بمجلس التعاون الخليجي عن المملكة العربية السعودية.

## نشأته وتعليمه
ولد في مكة المكرمة 27 أكتوبر 1940م تلقى تعليمه العام بالمملكة ودرس الابتدائية، والمتوسطة والثانوية بمدرسة الفلاح بمكة المكرمة وحصل على بكالوريوس الهندسة المدنية من كلية الهندسة بجامعة القاهرة عام 1384هـ الموافق 1964 ثم نال درجة الماجستير في ميكانيكا التربة وهندسة الأساسات من جامعة ستانفورد بكاليفورنيا بالولايات المتحدة الأمريكية وحصل على درجة «الدكتوراه» في  الهندسة الجيوتقنية  من جامعة ولاية كارولينا الشمالية بالولايات المتحدة الأمريكية سنة 1392 هـ الموافق 1972م ونال دبلوم الإدارة العليا من جامعة ستانفورد بكاليفورنيا بالولايات المتحدة الأمريكية عام 1400هـ الموافق 1980م.

## مناصبه
1. عمل معيدا بكلية الهندسة بجامعة الملك سعود خلال عامي 1384هـ و 1385 هـ الموافق 1964 م إلى 1965 م
2. قام بالتدريس ب[جامعة كارولينا الشمالية] أثناء اعداده ل" أطروحة" الدكتوراه."
3. عين أستاذاً مساعداً لمادة «ميكانيكا التربة وهندسة الأساسات» بكلية الهندسة بجامعة الملك سعود
4. اختير عضواً بمجلس كلية الهندسة بجامعة الملك سعود
5. عين عميداً لشؤون الطلاب بجامعة الملك سعود بجانب عمله الأكاديمي
6. أصبح عضوا بالمجلس الأعلى لجامعة الملك سعود بالرياض
7. كلف في 23/10/1395 هـ بالقيام بعمل الأمين العام للمجلس الأعلى للجامعات
8. صدر قرار مجلس الوزراء بتعيينه أميناً عاماً للمجلس في 7/8/1396 هـ
9. عين وكيلاً لوزارة التعليم العالي بقرار من مجلس الوزراء في 14/1/1397 هـ وكان أول وكيل للوزارة بعد تأسيسها، بجانب عمله أميناً عاماً للمجلس الأعلى للجامعات
10. عين رئيساً للجنة معادلات الشهادات الجامعية بوزارة التعليم العالي
11. مثل المملكة في عضوية مجلس التعليم العالي لدول الخليج العربي، وترأس المجلس لأربع دورات متتالية
12. تولى منصب نائب رئيس الهيئة العليا ل[جائزة الملك فيصل العالمية]
13. شارك في تأسيس الندوة العالمية للشباب الإسلامي، وعين عضوا بمجلس إدارتها
14. رقي إلى مرتبة أستاذ للهندسة المدنية بجامعة الملك فهد للبترول والمعادن بالظهران عام 1404هـ
15. اختير بإجماع الدول المؤسسة لجامعة الخليج العربي بالبحرين أول رئيس مؤسس للجامعة في مايو من عام 1984 م وشغل هذا المنصب من 29/9/1984 م وحتى 28/9/1988 م
16. عاد للعمل أستاذاً بجامعة الملك فهد للبترول والمعادن بعد انتهاء فترة إعارته رئيساً لجامعة الخليج العربي في البحرين
17. أشرف وشارك في الإشراف على بعض طلاب الدراسات العليا لنيل درجات الماجستير والدكتوراه بجامعة الملك فهد للبترول والمعادن
18. عـُين وزيراً للحـج بموجب الأمر الملكي رقم أ/1 بتاريخ 20/1/1414 هـ، وخرج في إعادة التشكيل الوزاري بتاريخ 6/3/1420 هـ
19. عُين عضوا بالهيئة الاستشارية للمجلس الأعلى مجلس التعاون الخليجي عن المملكة بموجب الأمر الملكي رقم 9397/م ب وتاريخ 30/12/1427هـ حتى تاريخه

## عضوية الهيئات والجامعات والمجالس
اكتسب عضوية كل من:
1. الهيئة الاستشارية لجامعة الأمم المتحدة بطوكيو باليابان
2. مجلس أمناء جامعة المشرق والمغرب بمدينة شيكاغو الأمريكية
3. جمعية المهندسين المدنيين الأمريكية
4. مجلس أمناء الندوة العالمية للشباب الإسلامي
5. الهيئة التأسيسية لجامعة الخليج العربي بالبحرين
6. هيئة التحرير لمجلة العلوم الهندسية التي تصدر في كلية الهندسة بجامعة الملك سعود في الرياض
7. اللجنة الوزارية لمتابعة أعمال المؤتمر الثاني لوزراء التعليم العالي والمسؤولين عن البحث العلمي في الوطن العربي
8. المجلس الأعلى لرعاية العلوم والفنون والآداب في دورته الأولى
9. المجلس الأعلى للإعلام في دورته الأولى
10. مجلس إدارة جمعية المعوقين بالرياض
11. مجلس إدارة جمعية رعاية الأيتام في مكة المكرمة والمدينة المنورة والطائف

## أنشطة أخرى
1. قام بإعداد الدراسات عن أوضاع الطلاب السعوديين المبتعثين للدراسة في الولايات المتحدة الأمريكية والتي انتهت إلى إنشاء عدد من المكاتب التعليمية الإشرافية
2. راس لجنة إعداد مشروع تنظيم وزارة التعليم العالي ولجنة مشروع مبنى وزارة التعليم العالي ولجنة خطة التنمية الثالثة للتعليم العالي
3. ترأس الجانب السعودي في اللجنة السعودية الصينية الثقافية المشتركة لمدة تسع سنوات
4. رأس اللجنة المشرفة على مؤتمر التضامن الإسلامي في مجالات العلوم والتكنولوجيا في ربيع أول عام 1396 هـ
5. انتخب مقرراً عاماً للمؤتمر الأول لوزراء التعليم العالي والمسؤولين عن البحث العلمي في الوطن العربي
6. شارك في الندوة الفكرية الأولى لرؤساء جامعات الخليج العربي في البحرين في عام 1402 هـ الموافق 1982 م
7. شارك في مؤتمر «التنمية في المملكة العربية السعودية» بجامعة (ديوك) في الولايات المتحدة
8. شارك في ندوة «التقنية والتنمية في المملكة العربية السعودية» بوزارة التخطيط بالرياض.

## أهم مؤلفاته
1. التنميـة قـضية – جدة، تهامة 1400 هـ - 1980 م
2. الحضـارة تحـدٍّ – جدة، تهامة 1400 هـ - 1980 م
3. الإعـلام موقـف – جدة، تهامة 1400 هـ - 1980 م
4. إنتاجية مجتـمع – جدة، تهامة 1404 هـ - 1984 م
5. ثغرة في الطريق المسدود (دراسة في البعث الحضـاري) بالمشاركة مع د. سيـد دسوقي حسـن – القاهرة، دار آفاق الغد 1401 هـ - 1981 م
6. دراسـة في البنـاء الحـضاري (محـنة المسلم مع حضارة عصـره)- الدوحة، دولة قطر، مركز البحوث والمعلومات برئاسة المحاكم الشرعية والشؤون الدينية – رجب 1409 هـ - 1989 م
7. ثقـب في جـدار التخـلّـف – الرياض، دار الصـافي 1410 هـ - 1990 م
8. أزمة الخليج: الفتنة الكبرى (بحث في التأثيرات والدلالات والتحولات)- القاهرة، دار القارئ العربي 1412 هـ - 1992 م
9. خواطر وتأملات في الناس والحياة، دار النفائس، بيروت ــ لبنان 1425هـ ــ 2004م
10. الإسلام وأمريكا وأحداث سبتمبر: رسالة إلى من يهمه الأمر، دار النفائس، بيروت ــ لبنان، 1425هـ ــ 2004م
11. الإصلاح رهان حضاري، دار النفائس، بيروت ــ لبنان 1426هـ ــ 2005م
12. المواجهـة: دراسة في ظاهرة الصدام في المجتمعات المسلمة المعاصرة (كتاب تحت الطبع)

## أهم أبحاثه
قدم بحوثاً علمية عديدة إلى مؤتمرات وندوات محلية وإقليمية ودولية في مجالات الهندسة، والتعليم العالي، والحضارة، والتقنية، والتنمية، من أبرزهـا:
1. التكنولوجيا: .... نقل أم استنبات؟ ! !
2. التعليم التـقني: .... ضرورة وتحـدّ
3. منظور حضاري لقضايا الترجمة والتعريب
4. التقنية والبدء الحضاري
5. موقفنا من الحضارة الغربية المعاصرة
6. الإقلاع الحضاري وواجب الأمة
7. التنمية في العالم الإسلامي بين الطرح والواقع
8. من مظاهر التحدي والحضاري للأمة الإسلامية
9. تعليـمنا العالي:.... إلى أين؟ ! !
10. تأمـلات في إشكالية الأمة الإسلامية مع الحضـارة المعـاصرة
11. منهجية الرؤى المستقبلية للملك عبد العزيز في ترتيب أوضاع الحج
12. الإنتاجية:... نظرة تأمل وتدبر
13. المواطنة من منظور حضاري
14. التقـنية: من الحرفية إلي الاستنبات.... خواطر مرسلة
15. العولمة..... رؤية إسلامية، مهرجان الجنادرية، الرياض، 16. قضية التخلف العلمي والتقنى للأمة
16. ترجمة المصطلحات العلمية والتقنية...عقبة أم جزء من الحل؟!!
17. التربية والإعلام: شراكة أبدية، وزارة التربية والتعليم، مكة المكرمة
18. التعليم الفعال عماد التنمية الإنتاجية، الجمعية السعودية للإدارة، جدة
19. أفكار لإصلاح التعليم ومواجهة الفكر المتطرف، مهرجان الجنادرية، الرياض 1424هـ ــ 2003م
20. محاورة علمية لورقة «رؤية مستقبلية لتطوير التعليم في اطار تشاركي مجتمعي» وزارة التربية والتعليم، الرياض،
21. التربية الدينية والفكر المتطرف... مواجهة مع الذات. وزارة التربية والتعليم الرياض، 1424هـ ــ 2003م
22. المهندس السعودي والتحديات الحضارية في زمن العولمة، الجمعية السعودية للهندسة المدنية، جدة، 1425هـ ــ 2004م
23. الشباب والوسطية: رؤية للحاضر والمستقبل، وزارة التربية والتعليم، الرس 1425هـ ــ 2005م
24. قافتنا والعولمة... خصوصية أم تبعية؟!!، ندوة فكرية عقدت في المعرض الدولي للكتاب بالرياض، وزارة التعليم العالي، الرياض 1427هـ ــ 2006م
25. اشكالية الثقافة الغربية مع نبي الأمة... حقد أم جهل؟!!، بحث مقدم لندوة حوار الحضارات ــ مكتبة الملك عبد العزيز بالرياض، سبتمبر 2006م
26. تفعيل منظومة التعليم وربطها بإنتاجية المواطن الفرد ومن ثم المجتمع ـــ مقدمة إلى اللقاء السادس للحوار الفكري في منطقة الجوف الذي عقد في الفترة من 7/11/1427هـ الموافق 28/11/2006م، تحت عنوان:«التعليم...الواقع وسبل تطويره»

## التكريم والجوائز
1. وسام النجـم السـاطع من رئيس جمهورية الصـين الوطنية عام 1398 هـ - 1978 م
2. شـهادة الإنجاز المتمـيز في خدمة الوطن من جامعـة كارولينا عام 1978 م
3. شـهادة تميز وتقدير من أمير دولة البحرين عام 1408 هـ - 1988 م
4. وسـام الفـارس الشـجاع من ملك ماليزيا مع لقب «توان سري» عام 1420 هـ - 1999 م